# Julio Granda
Julio Ernesto Granda Zúñiga (né le 25 février 1967 à Camaná au Pérou) est un grand maître péruvien du jeu d'échecs. Quatre fois champion panaméricain d'échecs, il a remporté le championnat du monde senior (plus de 50 ans) en 2017.

## Biographie et carrière
Il a appris à jouer aux échecs à l'âge de cinq ans. À 19 ans, il obtient le titre de grand maître international de la fédération internationale des échecs.
En tournoi, Granda remporta le mémorial Capablanca à La Havane en 1986 et 2003 ; il finit premier avec Bent Larsen à Mar del Plata en 1993. Il a remporté le championnat national péruvien à cinq reprises, en 1994, 1995, 1996, 1997 et 2002.
En 1987, il fut 4e-6e du tournoi interzonal de Zagreb. En 1993, il finit huitième ex æquo (14e au départage) du tournoi de sélection PCA à Groningue et 33e du tournoi interzonal FIDE de Bienne.
Lors du Championnat du monde de la Fédération internationale des échecs 1997-1998, il fut éliminé au deuxième tour par Alexeï Chirov.
Granda a remporté le championnat panaméricain à quatre reprises :
- à Cali en 2007 au départage[2] ;
- à Mar del Plata en 2012, au départage ;
- à Cochabamba en 2013 ;
- à Praia de Pipa au Brésil en 2014, au départage.

Grâce à ces succès, il s'est qualifié à cinq reprises à la Coupe du monde d'échecs : en 2005, 2007, 2009, 2013 et 2015.
| Année | Lieu                             | Résultat                            | Ultime adversaire  | Adversaires battus                         |
| ----- | -------------------------------- | ----------------------------------- | ------------------ | ------------------------------------------ |
| 1997  | Groningue                        | deuxième tour                       | Alexeï Chirov      | Bojan Kurajica                             |
| 2005  | Khanty-Mansiïsk (coupe du monde) | premier tour                        | Alexander Ivanov   |                                            |
| 2007  | Khanty-Mansiïsk (coupe du monde) | premier tour                        | Arkadij Naiditsch  |                                            |
| 2009  | Khanty-Mansiïsk (coupe du monde) | premier tour                        | Konstantin Sakaïev |                                            |
| 2013  | Tromsø                           | quatrième tour (huitième de finale) | Fabiano Caruana    | Hrant Melkoumian, Péter Lékó, Anish Giri   |
| 2015  | Bakou                            | troisième tour                      | Radosław Wojtaszek | Alexandr Fier Cristóbal Henríquez Villagra |

En 2017, il remporte le championnat du monde des plus de 50 ans.
Julio Granda a défendu les couleurs de son pays au cours des Olympiades d'échecs en 1986, 1988, 1990, 1992, 1994, 1996, 2002, 2004 et 2006.

## Parties remarquables
- Julio Granda - Yasser Seirawan, Buenos Aires, 1993, 1-0
- Julio Granda - Gata Kamsky, cat. 16 1996, 1-0
- Julio Granda - Alexander Beliavski, ol Bled 2002, 1-0
- Julio Granda - Rafael Leitao, Copa ENTEL 2004, 1-0